# دیجیتال اوشن
دیجیتال اوشن (انگلیسی: DigitalOcean, Inc.) یک سرویس ارائه دهنده خدمات زیرساخت رایانش ابری آمریکایی است. دفتر مرکزی آن در شهر نیویورک و مراکز داده در سراسر جهان است. دیجیتال اوشن به توسعه‌دهندگان امکان می‌دهد سرورهای مجازی، ذخیره‌سازی ابری، پایگاه‌های داده مدیریت شده، و کوبرنیتیز را به‌سرعت و با قیمت مقرون‌به‌صرفه ایجاد و مدیریت کنند. این شرکت به دلیل سادگی و رابط کاربری مناسب برای استارتاپ‌ها و توسعه‌دهندگان کوچک شناخته شده است.
دیجیتال اوشن همچنین هکتوبرفست را اجرا می‌کند، جشن یک‌ماهه نرم‌افزار منبع باز که در اکتبر برگزار می‌شود. هر ساله با شرکت‌های نرم‌افزاری مختلفی از جمله گیت‌هاب، اینتل,  و Deep Source همکاری می‌کند. این شرکت هم اکنون رتبه اول در قابلیت استفاده از laaS (زیرساخت به غنوان سرویس ) و بیش از 600 هزار کاربر دارد

## تاریخچه دیجیتال اوشن
دیجیتال اوشن در سال 2011 توسط بنیامین اورتزکی (Ben Uretsky)، مویسی اورتزکی (Moise Uretsky)، جف کار (Jeff Carr)، الکس هارتمن (Alec Hartman)، و میچ واینر (Mitch Wainer) تأسیس شد. هدف اصلی این شرکت ساده‌سازی فرآیند استقرار زیرساخت‌های ابری برای توسعه‌دهندگان و کسب‌وکارهای کوچک بود.

### مراحل کلیدی در تاریخچه دیجیتال اوشن:
1. تأسیس و آغاز به کار (2011): دیجیتال اوشن توسط پنج مؤسس خود با هدف ایجاد یک پلتفرم ساده و قدرتمند برای میزبانی وب و خدمات ابری تأسیس شد.
2. اولین محصول (2012): در سال 2012، دیجیتال اوشن اولین محصول خود را که یک سرور مجازی (Droplet) بود، معرفی کرد. این سرورها با سرعت بالا و هزینه کم، توجه بسیاری از توسعه‌دهندگان را به خود جلب کردند.
3. رشد سریع (2013-2014): بیشترین رشد دیجیتال اوشن در سال 2013 میلادی بود . درتاریخ 15 ژانویه 2013 دیجیتال اوشن جزو اولین شرکت های میزبان ابری بود که ماشین های مجازی مبتنی بر SSD را ارائه کرد . در دسامبر 2013 اولین مرکز داده اروپایی خود را در آمستردام افتتاح کرد . دیجیتال اوشن در این سال‌ها با رشد سریع کاربران روبرو شد و به سرعت به یکی از بزرگ‌ترین ارائه‌دهندگان خدمات ابری تبدیل شد و در سال 2013 وارد لیست «10 استارتاپ برتر» TechCrunch شد.
4. افزایش سرمایه (2013 و 2015): دیجیتال اوشن در طول سال‌های 2013 و 2015 موفق به جذب سرمایه‌گذاری‌های متعدد از جمله 3.2 میلیون دلار در سری A و 83 میلیون دلار در سری B شد که به آن‌ها کمک کرد تا زیرساخت‌ها و خدمات خود را بهبود بخشند.
5. افتتاح مراکز داده جدید (2014-2016): در سال 2014 دیجیتال اوشن با هدف گسترش جهانی،  شرکت به گسترش خود ادامه داد و مراکز داده جدیدی را در سنگاپور و لندن افتتاح کرد . در طول سال 2015 با تاسیس مرکز داده جدیدی در تورنتو گسترش بیشتری یافت و در سال 2016 موفق به ساخت پایگاه در فرانکفورت آلمان و بنگلور هند شد .
6. معرفی ویژگی‌های جدید: در طی این سال‌ها، دیجیتال اوشن ویژگی‌های جدیدی مانند بلوک‌های ذخیره‌سازی، بارگذاری متوازن، پایگاه‌های داده مدیریت شده، و سرویس‌ کوبرنتیز را به خدمات خود اضافه کرد.
7. عرضه اولیه عمومی (2021): در مارس 2021، دیجیتال اوشن با موفقیت وارد بازار بورس نیویورک شد و سهام خود را عرضه عمومی کرد.
8. خرید DigitalOcean Cloudways سرویس (2022): در آگوست 2022، شرکت دیجیتال اوشن یک ارائه دهنده خدمات میزبانی ابری پاکستانی را به مبلغ 350 میلیون دلار در یک معامله تمام نقدی خریداری کرد.[۴]

دیجیتال اوشن با تمرکز بر ساده‌سازی و بهبود تجربه کاربران، توانسته است جایگاه خود را به عنوان یکی از ارائه‌دهندگان برتر خدمات ابری در جهان تثبیت کند. امروزه این شرکت میلیون‌ها توسعه‌دهنده و کسب‌وکار را در سراسر جهان حمایت می‌کند.

## پلتفرم هوش مصنوعی مولد دیجیتال اوشن
پلتفرم GenAI یک راه حل همه کاره است . مهم نیست در کجای سفر هوش مصنوعی خود هستید; این پلتفرم، به شما این امکان را می دهد تا عوامل هوش مصنوعی را به سرعت بسازید و مقیاس بندی کنید. این عوامل از مدل‌های پیشرفته هوش مصنوعی مولد از سازمان‌هایی مانند Anthropic، Meta و Mistral AI بهره می‌برند و به ویژگی‌های پیشرفته‌ای مانند تولید افزوده‌شده بازیابی (RAG)، مسیریابی عملکرد، سفارشی‌سازی عامل، و حفاظ‌ها مجهز می‌شوند تا به شما در ایجاد برنامه‌های ایمن‌تر و آگاه به زمینه کمک کنند.
چه یک توسعه دهنده باتجربه باشید و چه تازه کار با هوش مصنوعی، پلتفرم GenAI فرآیند ایجاد ابزارهای هوشمند را برای کارهایی مانند پشتیبانی مشتری، بینش داده ها، اتوماسیون وظایف و موارد دیگر ساده می کند.